# MMXミネラカオ
MMXミネラカオ（MMX Mineracao e Metalicos S.A.）は、持株会社グルーポEBX傘下の鉄鉱石採掘会社である。本社をブラジル・リオデジャネイロに置き、本社直営で、MMXコロンビア･ミネラカオ、MMXスーデステ、ミネラ・MMX・ド・チリの子会社を持つ。
2006年、サンパウロ証券取引所の株式を新規公開し、5.09億ドルの資金を調達した。また、鉄鉱石鉱山を営んでいることから、鉱石の輸送業務を併営していた。その会社は、LLXロジスチカという形で、2007年にスピンオフされた。2010年1月、IBOVESPA構成銘柄に採用された。
MMXミネラカオは、リオデジャネイロ州、ミナスジェライス州、マットグロッソ・ド・スル州に鉄鉱石の鉱山を営むと同時に、チリでは新しい事業を開始している。